# سیارک ۱۱۲۷۸
سیارک ۱۱۲۷۸ (به انگلیسی: 11278 Telesio، نامگذاری:1989SD3) یازده هزار و دویست و هفتاد و هشتمین سیارک کشف شده‌است که در ۲۶ سپتامبر ۱۹۸۹ کشف شد.
قدر مطلق سیارک برابر ۱۴٫۷۰ است.